# ブラッド・アンド・サンド
ブラッド・アンド・サンド（英: Blood & Sand,英: Blood and Sand,英: Blood and Sand Cocktail）はスコッチ・ウイスキーをベースにしたカクテル。
名前は、ビセンテ・ブラスコ・イバニェスが1908年に発表した闘牛を題材にした小説『血と砂』、またはその小説を原作とした1922年の同名映画に由来する。
ハリー・クラドックが創作し、クラドックが編纂し1930年に発刊された『サヴォイ・カクテル・ブック』で紹介された。ブラッド・サンド・サンドが初めて文献に登場したのは1930年刊行の『サヴォイ・カクテル・ブック』である。
口当たりは優しく、甘口のカクテルである。

## レシピの例
材料
- スコッチ・ウイスキー - 1/4
- チェリー・ブランデー - 1/4

- スイート・ベルモット - 1/4

- オレンジジュース - 1/4

作り方
1. 氷と共に全ての材料をシェイクする。
2. カクテルグラスに注ぐ。